# Anathon Aall
Anathon Aall (Nesseby, 15 augustus 1867 – Oslo, 9 januari 1943) was een Noors wijsgeer en hoogleraar te Oslo.
Als denker werkte hij vanuit het kritisch idealisme en hij ging uit van psychologisch onderzoek. Dat leidde bij Aall tot een pluralistische wereldopvatting.

## Werk
Zijn belangrijkste werken zijn:
- Der Logos
- Macht und Pflicht
- Henrik Ibsen als Dichter und Denker

- Bibsys: 90185039
- Gemeinsame Normdatei: 116000236
- International Standard Name Identifier: 0000 0001 0994 2940
- Library of Congress Control Number: nr98004400
- Nationale Bibliotheek van Tsjechië: jx20090224001
- Nationale Bibliotheek van Israël: 987007307135805171
- Nederlandse Thesaurus van Auteursnamen: 073658634
- LIBRIS: 373268
- Système universitaire de documentation: 089653750
- Trove: 1255469
- Virtual International Authority File: 84446000
- WorldCat: E39PBJqFJRTHbjPcBRK3xKgBT3